# Công ước về hành động chống buôn người
Công ước về hành động chống buôn người (tiếng Anh: Convention on Action against Trafficking in Human Beings) là một hiệp ước khu vực về nhân quyền của Ủy hội châu Âu (xem toàn văn Công ước bằng tiếng Anh ở mục tham khảo).
Công ước này nhằm phòng chống và đấu tranh việc buôn người cho các mục đích khai thác tình dục theo cách thương mại hoặc lao động cưỡng bách để:
- bảo vệ và hỗ trợ nạn nhân và nhân chứng của nạn buôn người
- bảo đảm việc điều tra hiệu quả và truy tố kẻ phạm pháp, và để
- thúc đẩy việc hợp tác quốc tế chống buôn người.

Đặc biệt, Công ước đòi hỏi các biện pháp phối hợp của quốc gia, nâng cao nhận thức, các biện pháp để nhận dạng và hỗ trợ các nạn nhân và một "thời gian phục hồi và suy nghĩ", trong thời gian này những người bị buôn bán sẽ không bị trục xuất khỏi nước đã nhận họ.
Công ước thiết lập một cơ chế giám sát (nhóm các chuyên gia về hành động chống buôn người) gồm từ 10 đến 15 thành viên do các bên quốc gia ký kết bầu chọn.
Công ước này được các nước ký kết ngày 16.5.2005, và có hiệu lực từ ngày 01.2.2008. Tới ngày 30.5.2010 đã có 27 nước châu Âu ký kết và phê chuẩn, ngoài ra còn 16 nước đã ký nhưng chưa phê chuẩn.